# Floyd Lagerkrantz
Floyd Lagerkrantz, auch Floyd Lagercrantz geschrieben, (* 9. Januar 1915 in Västervik; † 4. Oktober 1977) war ein schwedischer Fußballspieler. In zwei Länderspielen für die schwedische Nationalmannschaft gelangen ihm drei Tore.

## Laufbahn
Der in der Kleinstadt Västervik geborene Lagerkrantz zog als Kind mit seiner Familie in den Stockholmer Stadtteil Kungsholmen. Dort begann er beim Kronobergs IK mit dem Fußballspielen. Anschließend wechselte er zu Enskede IK.
1936 wurde auch AIK auf den jungen Stürmer aufmerksam und verpflichtete Lagerkantz. Es dauerte jedoch bis zum 1. August 1937, ehe er beim 3:1-Erfolg über GAIS im heimischen Råsundastadion sein Debüt in der Allsvenskan feiern konnte. In den ersten beiden Spielen noch als Flügelspieler eingesetzt gelang ihm bei seinem dritten Saisonspiel, bei dem er als Mittelstürmer aufgestellt worden war, sein erstes Ligator. Am 1. Mai 1938 gelangen ihm bei der 4:5-Niederlage gegen IK Brage in Domnarvsvallen drei Tore in einem Spiel, so dass er am Saisonende zehn Tore in 13 Saisoneinsätzen aufweisen konnte. Ähnlich erfolgreich gestaltete er die folgende Spielzeit und schaffte abermals zehn Saisontore. Nach zwei Jahren und 33 Spielen im schwedischen Oberhaus kehrte er zu seinem Heimatverein Enskede IK zurück. Das Unternehmen Konsum, bei dem Lagerkrantz angestellt war, wollte den Klub aus der Division 3 Östsvenska zu einer großen Mannschaft formieren und köderte daher einige talentierte Spieler mit Arbeitsplätzen. Jedoch wurde der Aufstieg aus der Drittklassigkeit in die Division 2 mehrmals nur knapp verpasst.
Obwohl Lagerkrantz nur zwei Jahre in der Allsvenskan spielte, kam er zweimal in der schwedischen Nationalmannschaft zum Einsatz. Am 15. Juni 1938 kam er im heimischen Råsundastadion zu seinem Debüt in der Landesauswahl, als die finnische Landesauswahl mit 2:0 besiegt wurde. Dabei gelang ihm der zweite Treffer des Tages. Kurios dabei: Das Länderspiel fand während der Weltmeisterschaft 1938 in Frankreich statt, bei der die schwedische Landesauswahl am folgenden Tag im Halbfinale an der ungarischen Nationalmannschaft scheiterte. Sein zweites Länderspiel absolvierte er im selben Jahr ebenso gegen die finnische Nationalmannschaft. Zum 4:2-Erfolg steuerte er zwei weitere Tore bei.
Das Grab von Lagerkrantz findet sich auf dem Skogskyrkogården im Stockholmer Stadtbezirk Enskede-Årsta-Vantör.